# Desfile do Dia da Vitória em Moscou em 2018

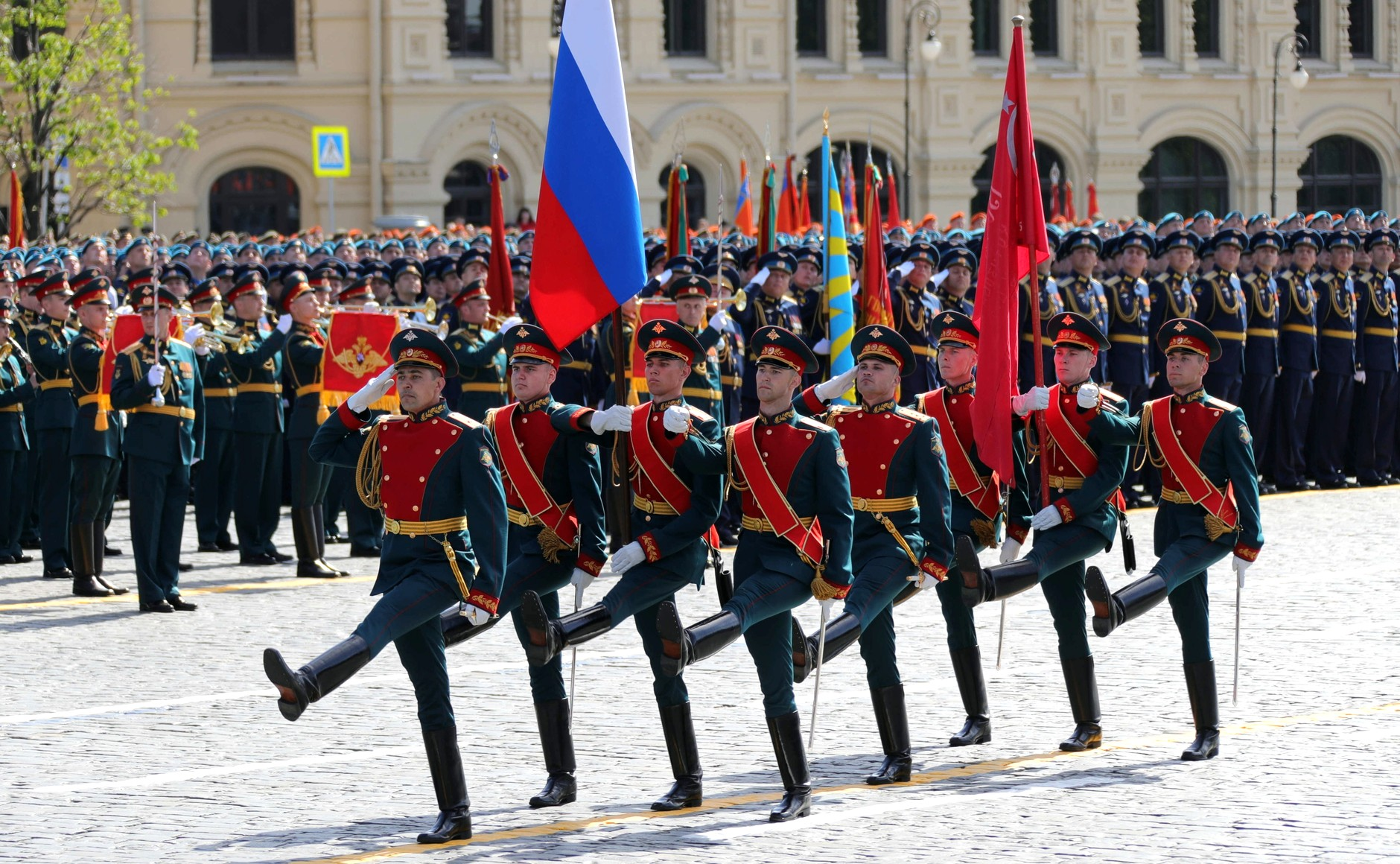
A Bandeira da Rússia e a Bandeira da Vitória

O Desfile do Dia da Vitória em Moscou em 2018 foi um desfile militar que ocorreu na Praça Vermelha, em Moscou, em 9 de maio de 2018, para comemorar o 73º aniversário da vitória soviética sobre a Alemanha Nazista na Grande Guerra Patriótica. O presidente da Federação Russa, Vladimir Putin, fez seu décimo quinto discurso de feriado à nação após a inspeção do desfile presidida pelo Ministro da Defesa, General do Exército Sergei Shoigu. O desfile foi inspecionado pelo General do Exército Sergei Shoigu e comandado pelo Coronel-General Oleg Salyukov

## Significado e eventos
O O desfile deste ano também celebrou o centenário da fundação do Exército Vermelho, ocorrido em 1918. Pela primeira vez, estava planejado que veículos blindados utilizados durante a Guerra Civil Russa participassem da coluna móvel no desfile do Dia da Vitória em Moscou, mas essa exibição foi cancelada. No entanto, a 1ª Companhia de Guardas de Honra do 154º Regimento de Comandantes Independentes de Preobrazhensky marcou presença no segmento de exercícios de exibição, acompanhada por uma linha de tambores da Escola Militar de Música de Moscou. Essa participação foi a primeira desde o desfile de 2007, retomando uma tradição mais recente iniciada no desfile de 2001. 
Pela primeira vez desde 2002, havia uma decisão inicial de que os cadetes da Academia de Defesa Civil do Ministério de Situações de Emergência não participariam do desfile do Dia da Vitória em Moscou. No entanto, essa decisão acabou sendo revertida. Enquanto isso, destacamentos do EMERCOM continuaram a marchar em outros grandes desfiles pelo país.      Novos veículos militares no desfile incluíram o BMPT Terminator   Além disso, pela primeira vez, dois caças Su-57 de quinta geração sobrevoaram a Praça Vermelha, acompanhados por dois MiG-31 equipados com mísseis ar-superfície Kinzhal. 
O desfile contou com a participação de um batalhão feminino cerimonial composto pela Universidade Militar do Ministério da Defesa, pela Academia Militar de Apoio Material e Técnico e pela Academia Espacial Militar pelo terceiro ano consecutivo. 

## Preparativos
A partir de dezembro de 2017, os preparativos para o desfile envolveram uma ampla participação das unidades. Treinamentos individuais foram conduzidos em várias instalações militares, abrangendo todas as unidades que participaram dos desfiles nacionais e regionais. No Oblast de Moscou, os ensaios começaram no início de março, realizados no campo de Alabino e em outros locais. Posteriormente, no final do mês, iniciaram-se os treinos completos de desfile com a integração de todas as unidades envolvidas.
Os preparativos para o 73º Dia da Vitória tiveram início em 24 de março de 2018, com os primeiros treinos da coluna terrestre realizados no campo de treinamento de Alabino. Esses ensaios marcaram o começo de um período nacional de dois meses de preparação, estendendo-se até meados de abril, quando os treinos passaram a ocorrer na Praça Vermelha, focados no desfile principal. O ciclo de ensaios foi concluído no início de maio com um treino geral combinado realizado pela manhã. Entre a 1ª e a 3ª semana de abril, o centro de treinamento militar em Alabino recebeu cerca de 14.000 militares que participaram do desfile em Moscou, além de mais de 135 veículos e 78 aeronaves. Por sua vez, a coluna aérea iniciou seus voos de treinamento a partir do dia 9 de abril de 2018. 

### Cronograma dos preparativos em Moscou
- 24 de março a 6 de abril – início dos treinos de desfile em Alabino, Oblast de Moscou [12]
- 2ª a 3ª semana de abril – Prática geral no campo de treinamento de Alabino, incluindo um sobrevoo
- 4ª semana de abril até 2 dias antes do Dia da Vitória - treinos na Praça Vermelha até o treino geral
  - 26 a 30 de abril, 2 a 6 de maio – ensaios de desfile noturno
  - 4–5 de maio – Práticas de sobrevoo aéreo
  - 6 de maio – o ensaio geral foi realizado às 10h MST

## Dignitários estrangeiros presentes
Entre os presentes estavam:   
- Primeiro-ministro de Israel Benjamin Netanyahu
- Presidente da Serbia Aleksandar Vučić

## Ordem completa do desfile

### Bandas Militares
- Bandas Militares em Massa das Forças Armadas sob a direção do Diretor Sênior de Música do Serviço de Bandas Militares das Forças Armadas da Federação Russa, Coronel Timofey Mayakin
- Corpo de Tambores da Escola Militar de Música de Moscou

### Coluna de infantaria

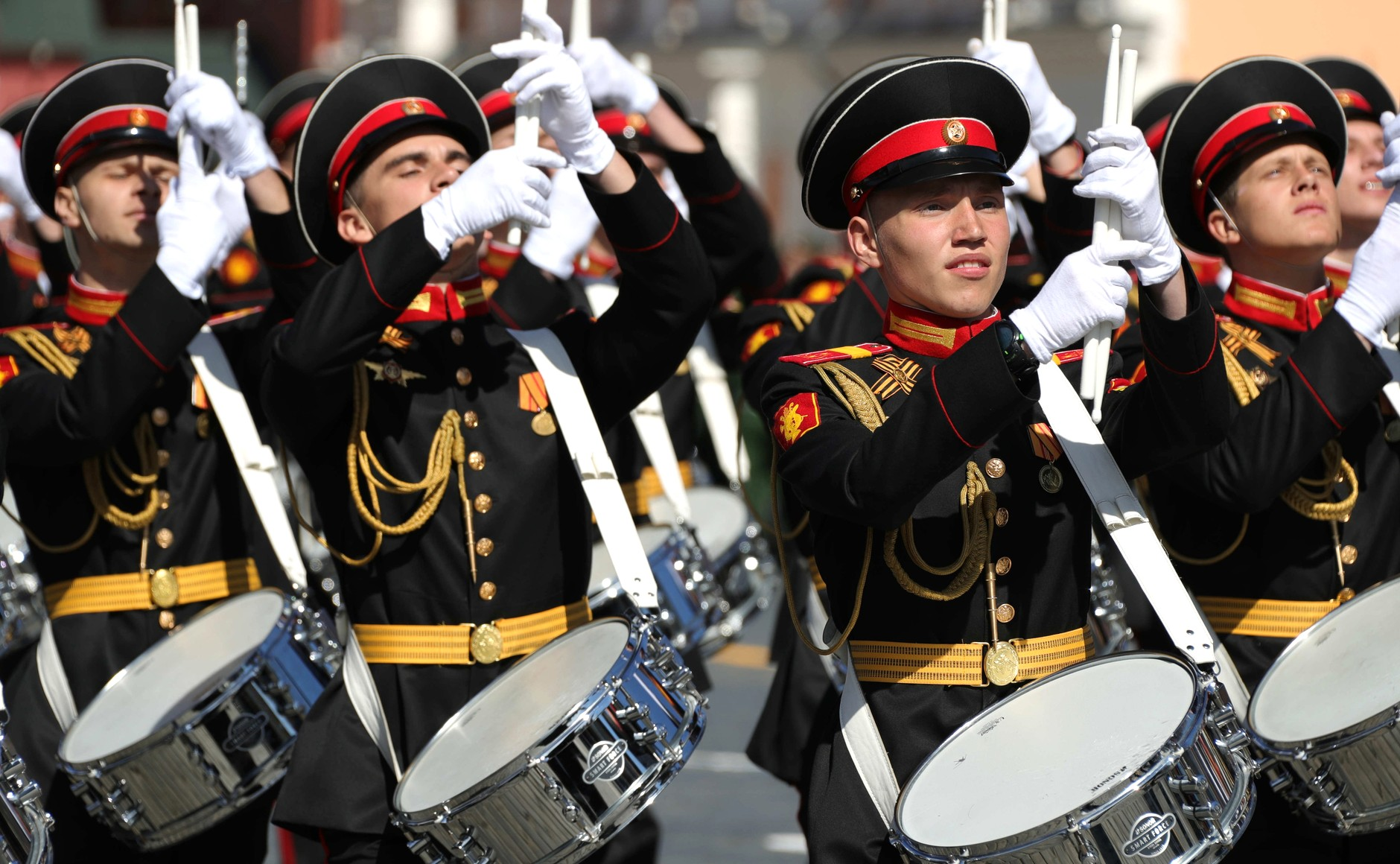
Os cadetes do Corpo de Tambores da Escola Militar de Música de Moscou se preparando para executar o "olhar a direita" no desfile

- 154º Regimento de Comandantes Independentes de Preobrazhensky, Guarda de Cor
- Companhia de Guardas de Honra do 1º Batalhão de Guardas de Honra, 154º PICR
- Escola Militar Suvorov
- Escola Naval Nakhimov
- Escola de Cadetes Presidenciais da Guarda Nacional de Moscou
- Unidade de Cadetes Patrióticos do Exército Jovem de Moscou ( em nome do Movimento Nacional dos Cadetes do Exército Jovem)
- Escola Nacional de Pensões de Moscou Corpo de Cadetes
- Academia de Armas Combinadas das Forças Armadas da Federação Russa
- Universidade Militar do Ministério da Defesa da Federação Russa
- Academia Militar de Defesa Aérea das Forças Armadas "Marechal Alexander Vasilevsky"
- Academia Militar de Segurança Material e Técnica "General do Exército A.V. Khrulev"
- Academia da Força Aérea Zhukovsky – Gagarin
- Academia Espacial Militar "Alexander Mozhaysky"
- Instituto Naval do Báltico "Almirante Fiodor Ushakov"
- Instituto Militar Naval Superior do Mar Negro "Almirante Pavel Nakhimov"
- 336ª Brigada de Infantaria Naval de Guardas da Frota do Báltico
- 61ª Brigada de Fuzileiros Navais Kirkinesskaya da Frota do Norte
- Academia Militar das Forças de Mísseis Estratégicos de Pedro, o Grande
- Escola Superior de Comando Aerotransportado da Guarda Riazã "General do Exército Vasily Margelov"
- 98ª Divisão Aerotransportada de Guardas
- Batalhão da Polícia Militar de Moscou
- Forças de Engenharia da Academia Militar de Defesa e Controle Nuclear, Biológico e Químico" Marechal da União Soviética Semion Timoshenko"
- 29ª e 38ª Brigadas Ferroviárias Independentes das Tropas Ferroviárias Russas
- Academia de Defesa Civil do Ministério de Situações de Emergência
- ODON Ind. Divisão Motorizada do Comando das Forças da Guarda Nacional, Serviço Federal da Guarda Nacional da Federação Russa "Felix Dzerzhinsky"
- Instituto Militar de Moscou do Serviço Federal de Fronteiras da Federação Russa "Conselho Municipal de Moscou"
- 2ª Divisão de Rifles Motorizados de Guardas Tamanskaya "Mikhail Kalinin"
- 4ª Divisão de Tanques de Guardas "Iúri Andropov"
- 27ª Brigada de Rifles Motorizados de Guardas Separados
- Escola de Treinamento de Alto Comando Militar de Moscou

### Coluna Móvel
- Tanque médio T-34/85

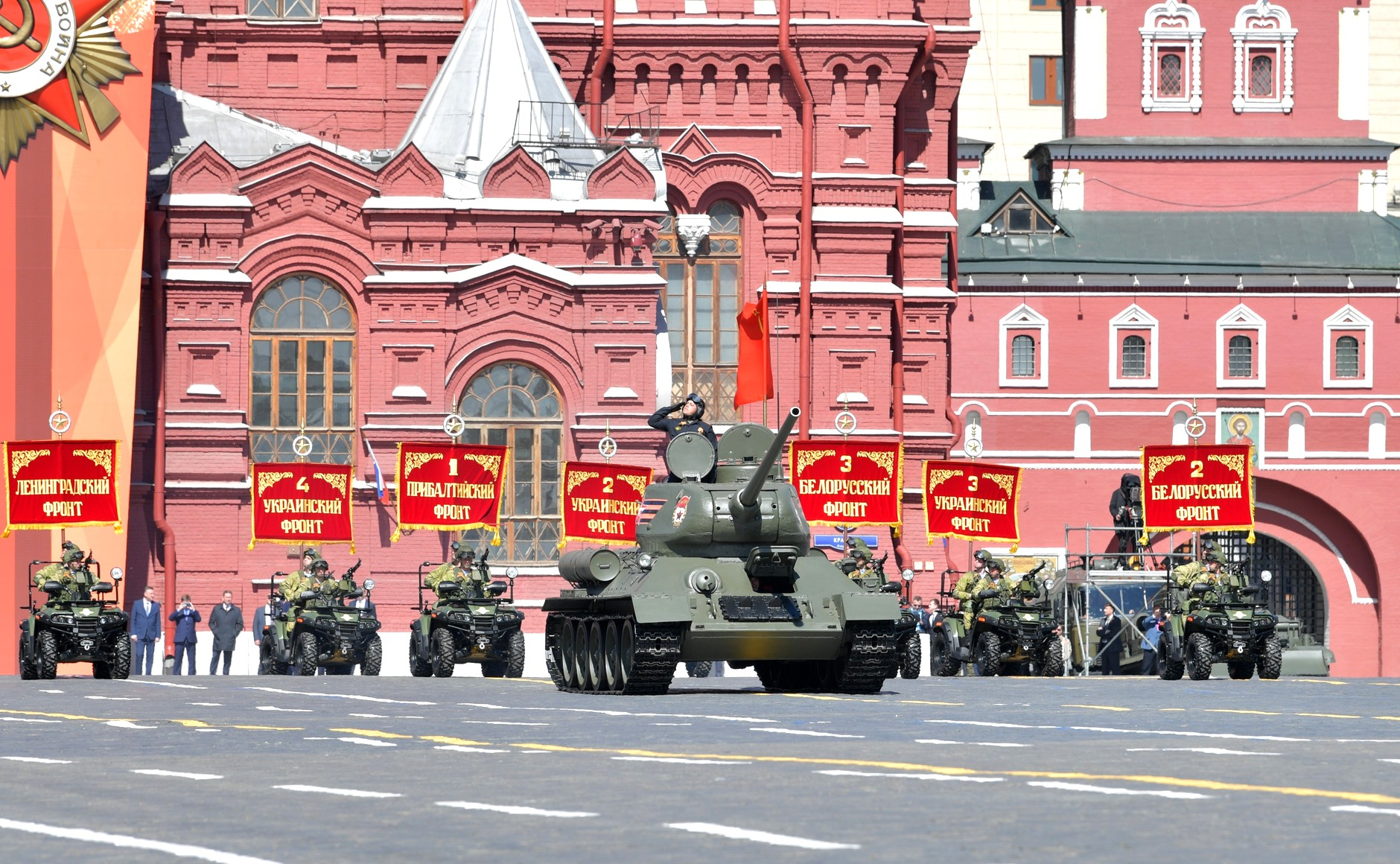
Um tanque médio T-34/85 na Praça Vermelha.

- Veículo todo-o-terreno AM1 (AM: Армейский Мотовездеход - "Veículo todo-o-terreno do Exército") com metralhadora de uso geral 6P41 Pecheneg
- Veículo de mobilidade de infantaria GAZ-2975 "Tigr"
- GAZ-233114 "Tigr-M" com estação de armas remotas Arbalet-DM montando uma metralhadora pesada Kord
- Sistema ATGM móvel Kornet D/EM no chassi GAZ Tigr
- Kamaz Typhoon-K MRAP
- Ural Typhoon MRAP
- BMP Kurganets-25 APV e IFV
- BMP-3
- Tanque de batalha principal T-14
- Tanque de batalha principal modernizado T-72 B3M (T-72B4)
- Veículo blindado de apoio de combate BMPT Terminator
- BTR-MDM "Rakushka" APC
- BMD-4M IFV de lançamento aéreo
- Obuseiro autopropulsado rastreado 2S35 Koalitsiya-SV
- Obuseiro autopropulsado rastreado 2S19 Msta-S
- Sistema de mísseis balísticos táticos móveis 9K720 Iskander
- Sistema LMF móvel BM-30 Smerch
- Sistema SAM móvel rastreado Buk-M2
- Complexo SAM Tor-M2U em chassis de esteiras
- Veículo de neve com metralhadora de uso geral 6P41 Pecheneg TTM-1901-40
- Sistema SAM Arctico em chassis Vityaz sobre esteiras Tor-M2DT
- Sistema SAM móvel Pantsir-S1 em chassis com rodas
- Sistema de lançamento S-400 SAM no lançador transportador-eretor 5P85SM2-01
- Veículo não tripulado de limpeza de minas Uran-6
- Veículo de combate terrestre não tripulado Uran-9
- Helicóptero de vigilância tática não tripulado Katran
- Veículo aéreo não tripulado Korsar
- Patrul-A MRAP
- Ural-VV MRAP
- ICBM RS-24 Yars no lançador transportador-eretor sobre rodas 15U175M
- Caminhão UAZ-23632-148-64 com metralhadoras Kord e Pecheneg como escolta para RS-24
- VPK-7829 Bumerang APC com rodas

### Coluna aérea
- 1 Mil Mi-26
- 4 Mil Mi-8AMTSh
- 4 Mil Mi-28 dos Berkuts
- 4 Kamov Ka-52
- 4 Mil Mi-35
- 1 Tupolev Tu-160
- 4 Tupolev Tu-22M3
- 1 Antonov An-124
- 3 Ilyushin Il-76MD
- 3 Tupolev Tu-95MS
- 1 Ilyushin Il-78 e 1 Tupolev Tu-160
- 6 Mikoyan MiG-29SMT
- 4 Sukhoi Su-24M
- 6 Mikoyan MiG-31
- 4 Sukhoi Su-34
- 2 Sukhoi Su-57
- 4 Sukhoi Su-34, 4 Sukhoi Su-30 e 2 Sukhoi Su-35S
- Sukhoi Su-30SM e Mikoyan MiG-29SMT dos Cavaleiros Russos e Strizhi
- 6 Sukhoi Su-25
- 2 Mikoyan MiG-31K com Kh-47M2 Kinzhals

## Outros desfiles

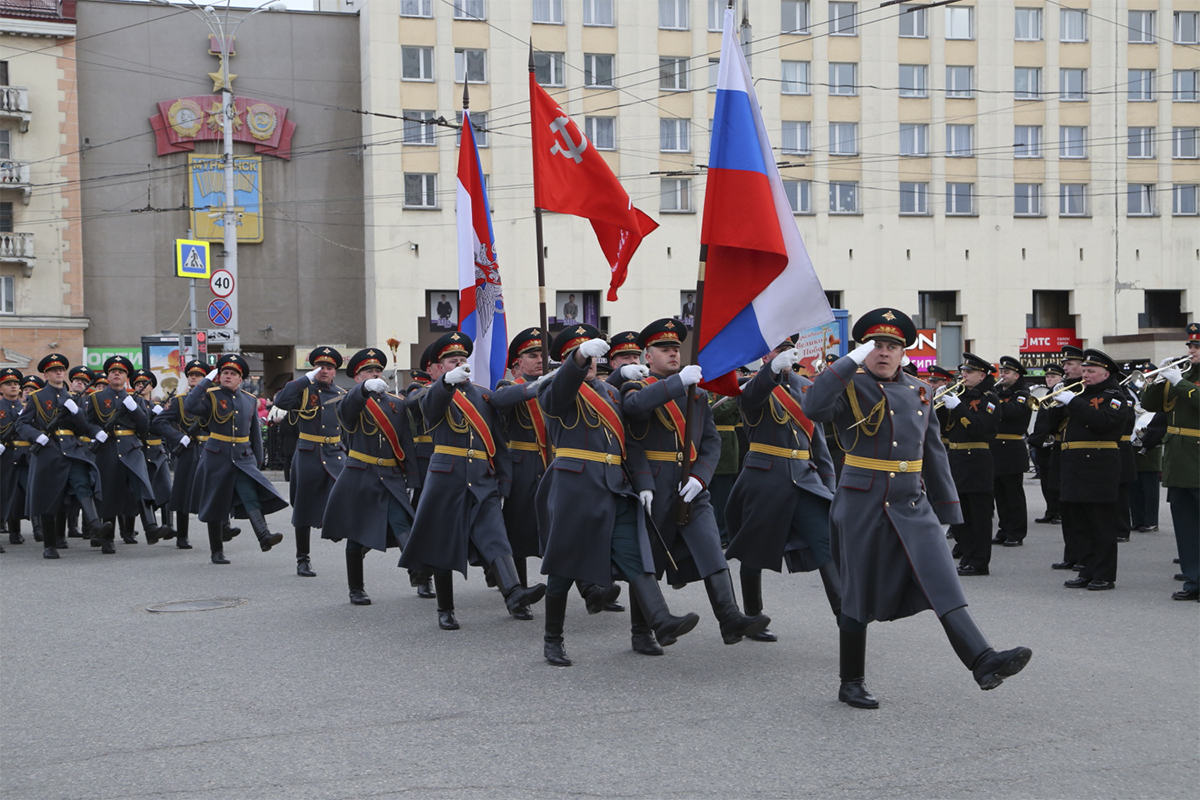
Ensaios para o Desfile do Dia da Vitória em Murmansque em 2018.

Conforme a tradição, outras 27 importantes cidades russas, incluindo Sebastopol e Querche, na Crimeia, realizaram seus desfiles comemorativos naquele dia, com alguns apresentando sobrevoos aéreos. Além disso, desfiles conjuntos, envolvendo civis e militares, estão programados para acontecer em outras 50 cidades do país. Eventos comemorativos semelhantes também foram organizados em quase todas as antigas repúblicas que formavam a União Soviética.

## Galeria

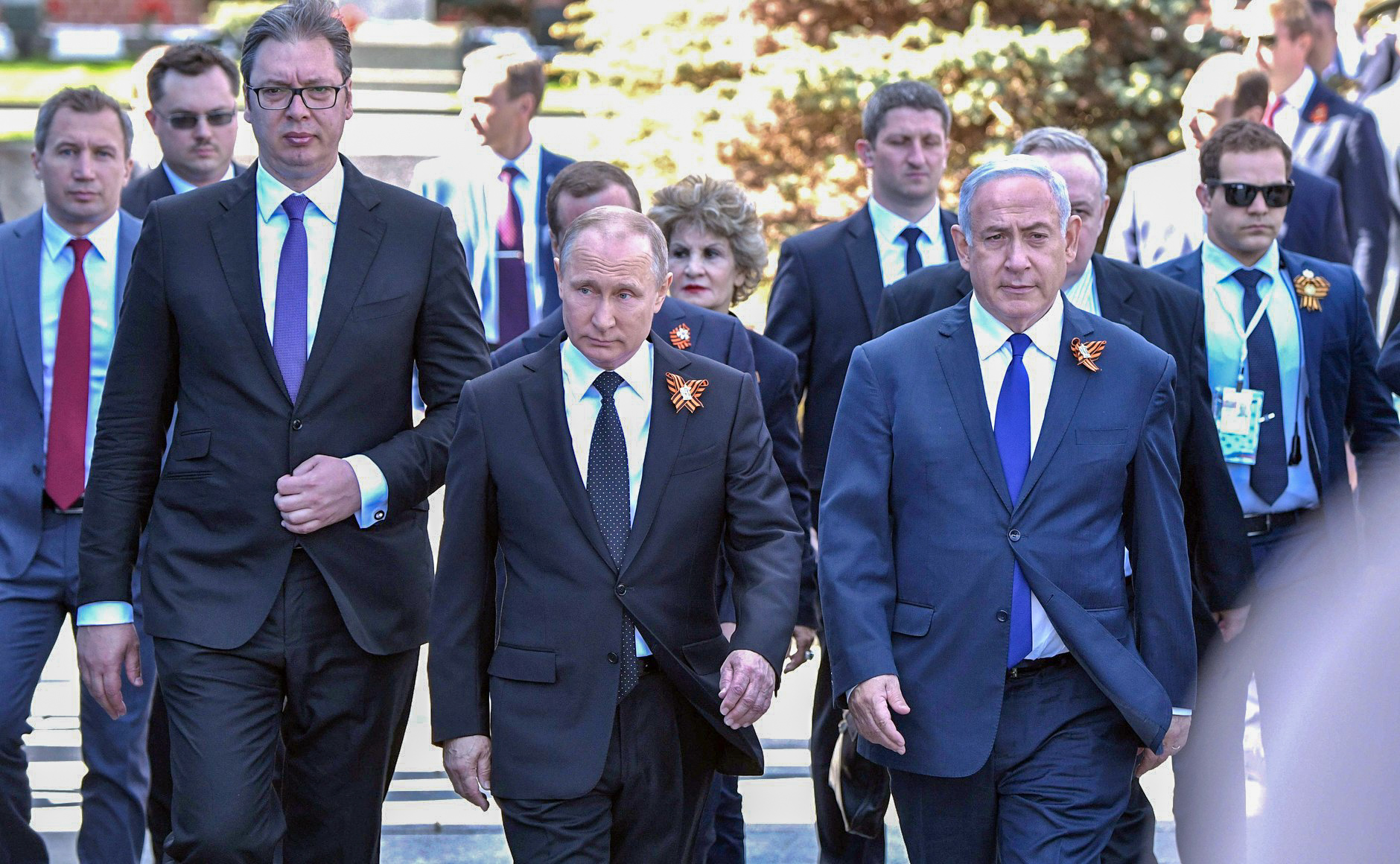
Vladimir Putin com o presidente sérvio Aleksandar Vučić e o primeiro-ministro israelense Benjamin Netanyahu .
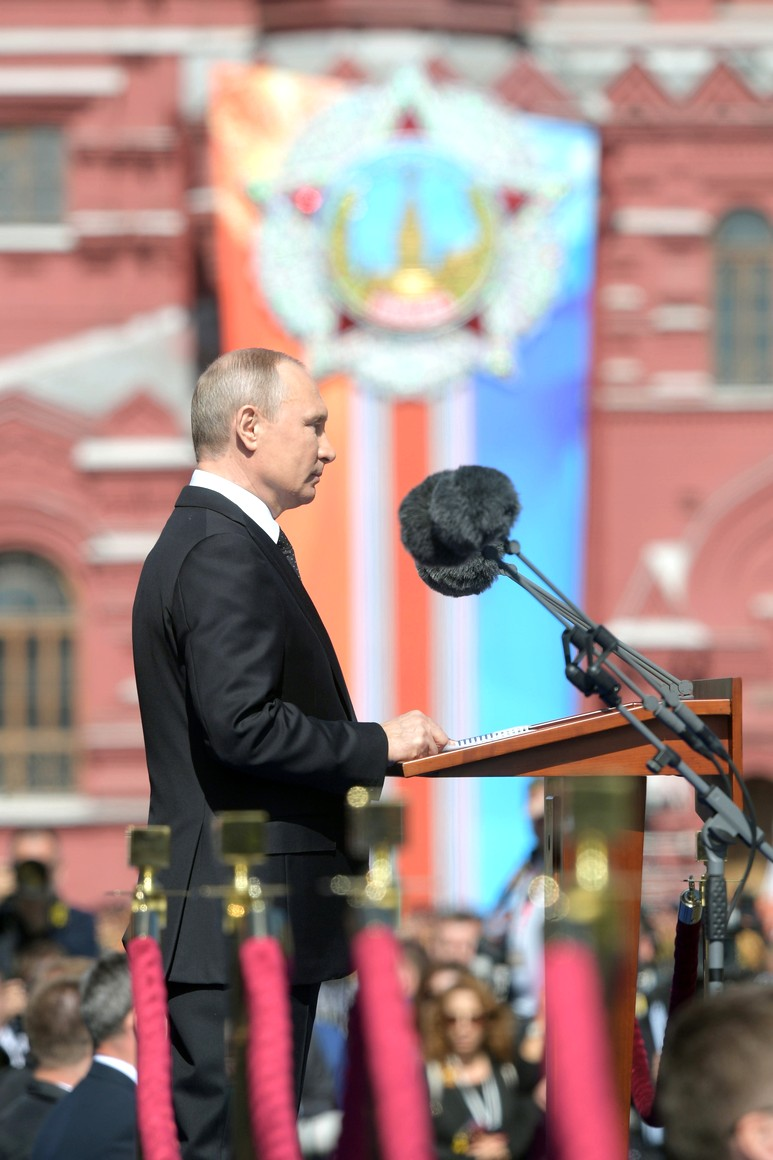
Vladimir Putin fazendo seu discurso dedicado ao Dia da Vitória anual.
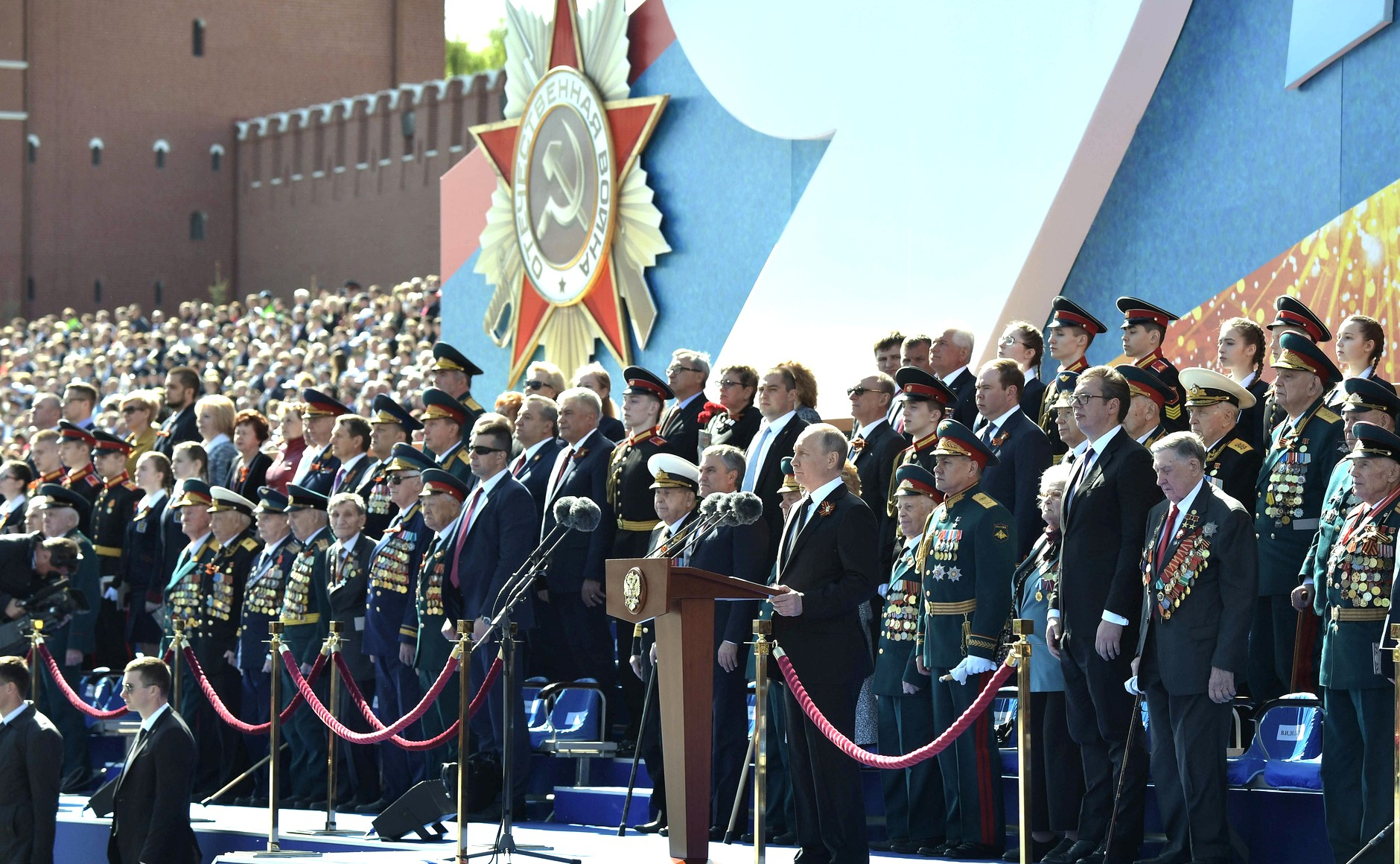
Putin entre os veteranos e autoridades.
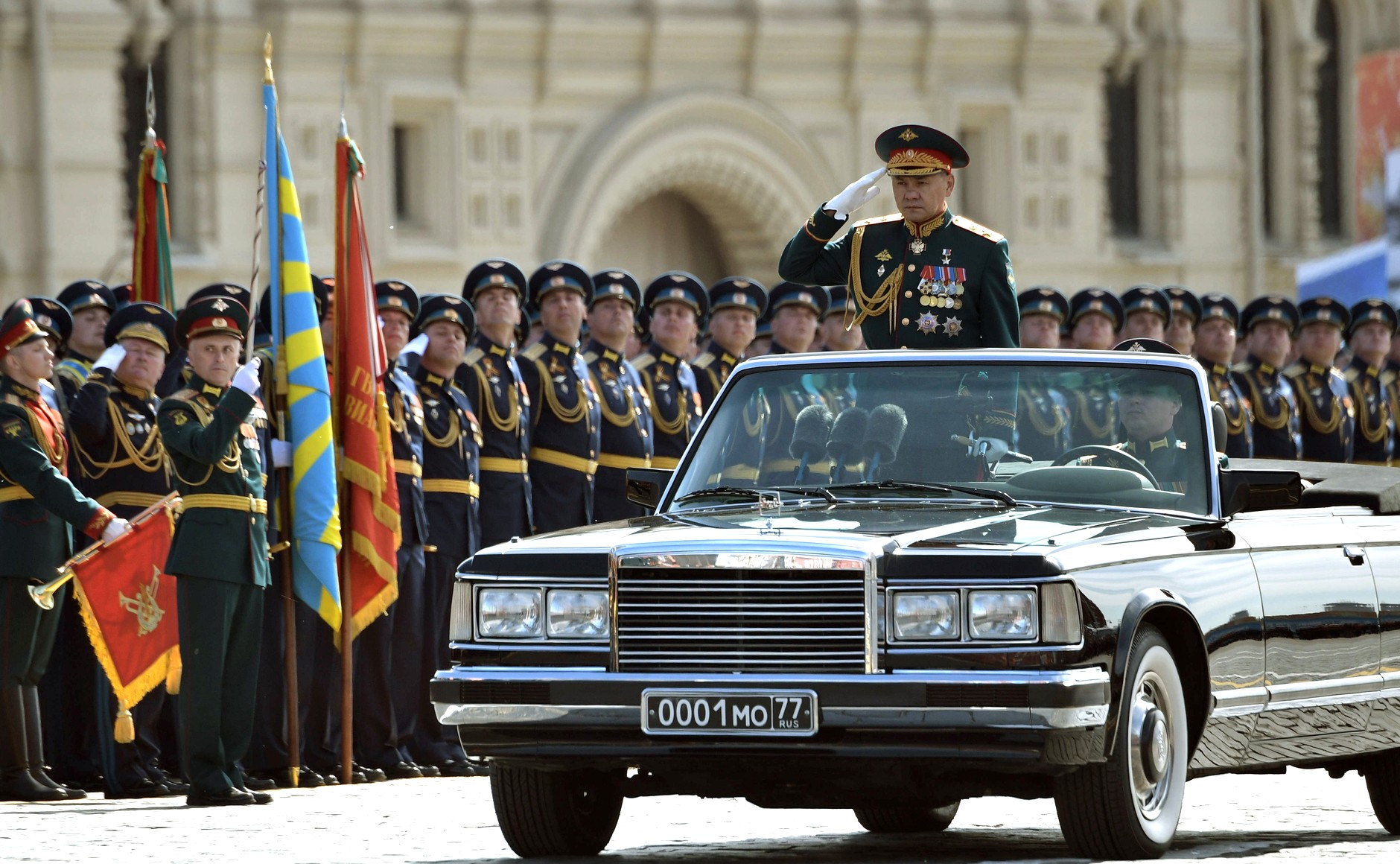
Ministro da Defesa russo Sergei Shoigu.
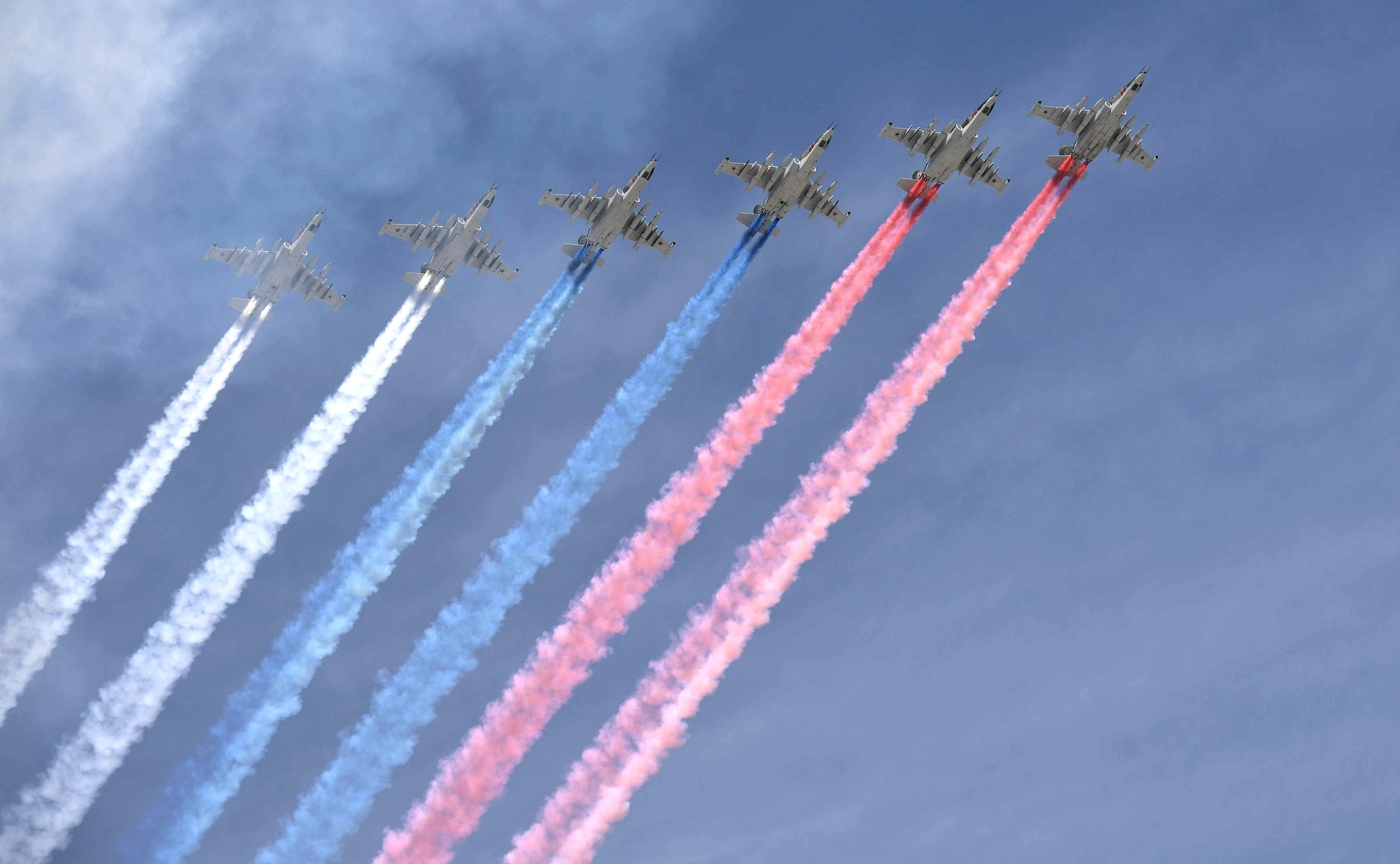
6 Sukhoi Su-25s exibindo fumaça colorida da bandeira russa
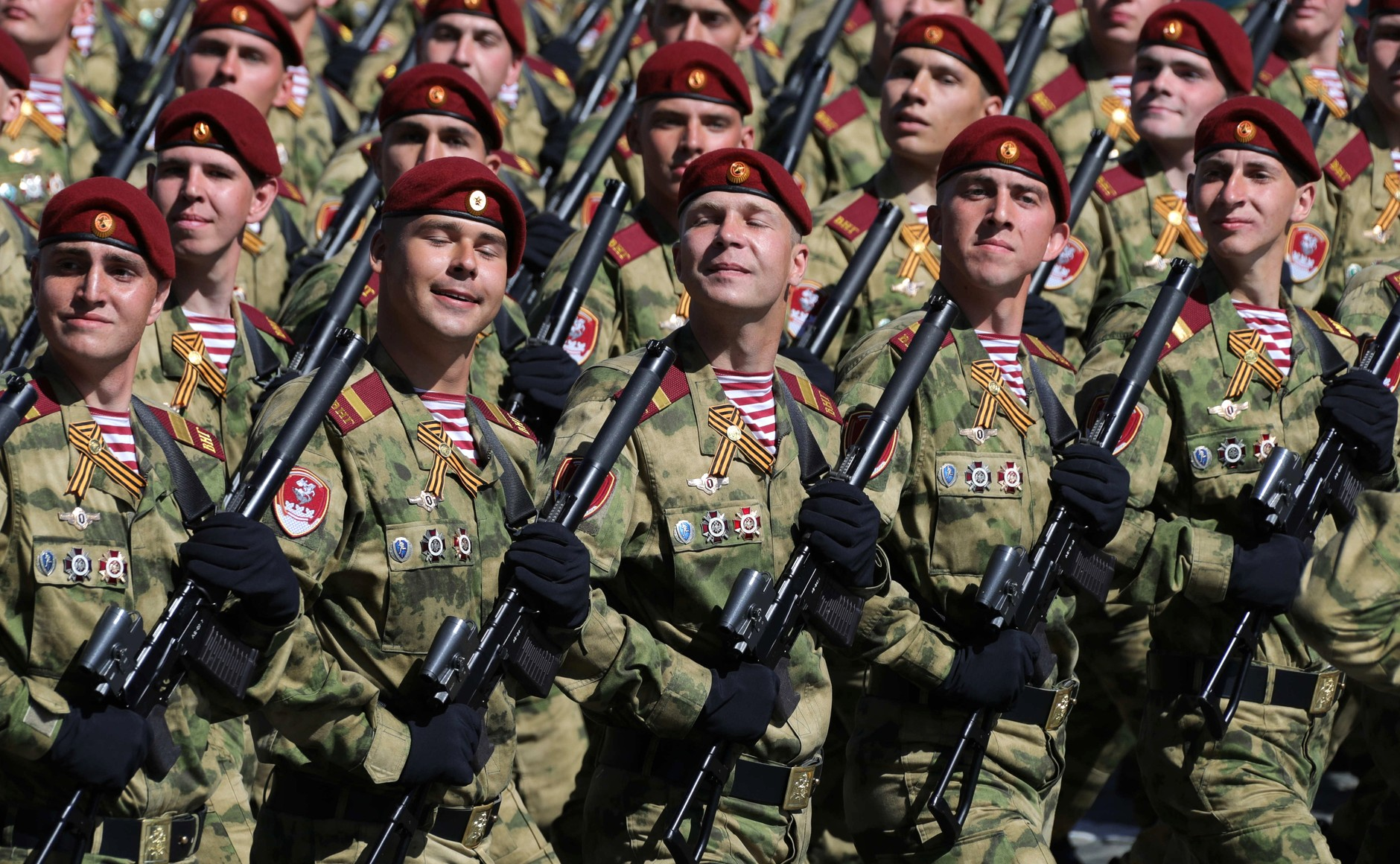
Tropas da Guarda Nacional.
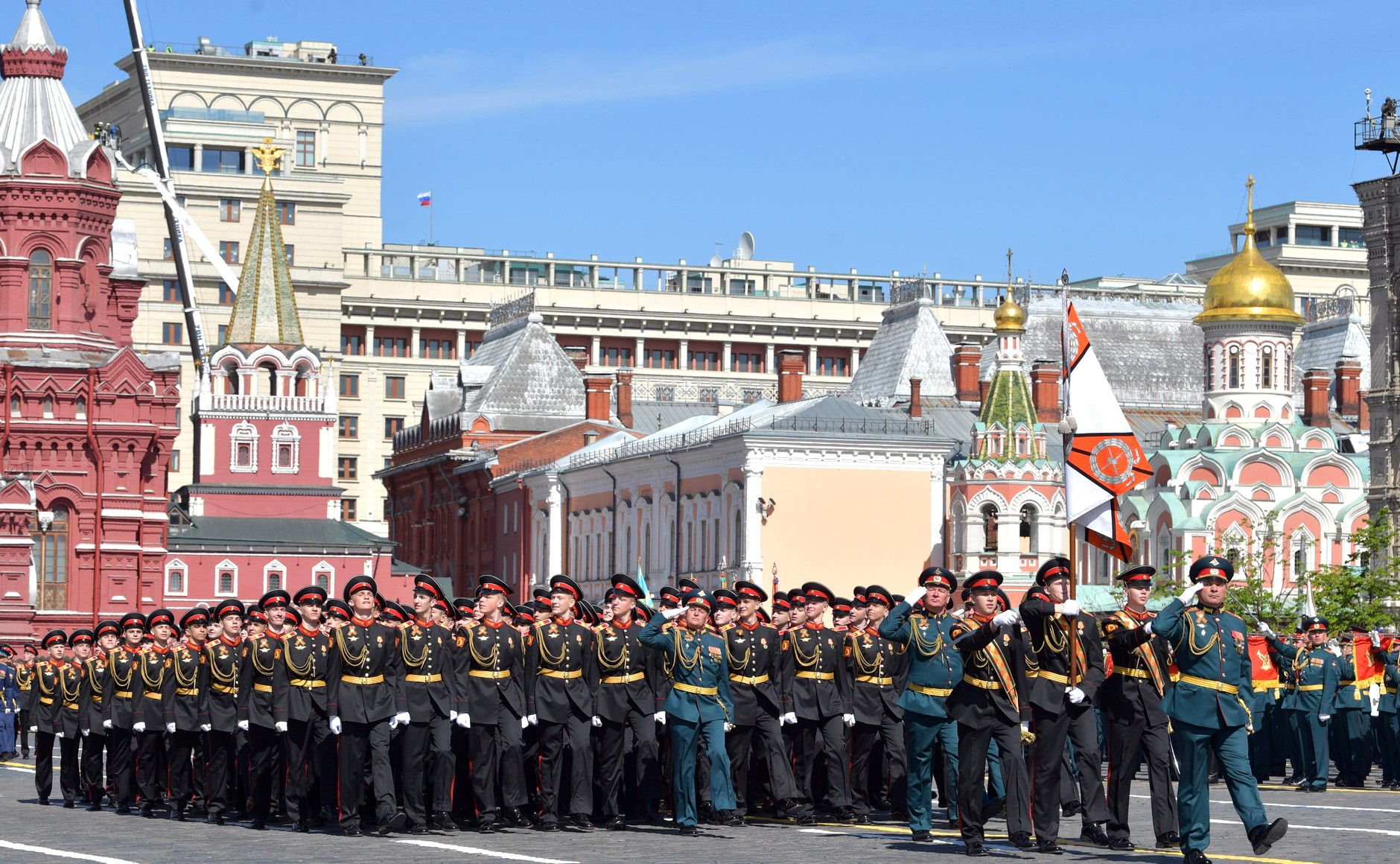
Cadetes da Escola Militar Suvorov de Moscou.
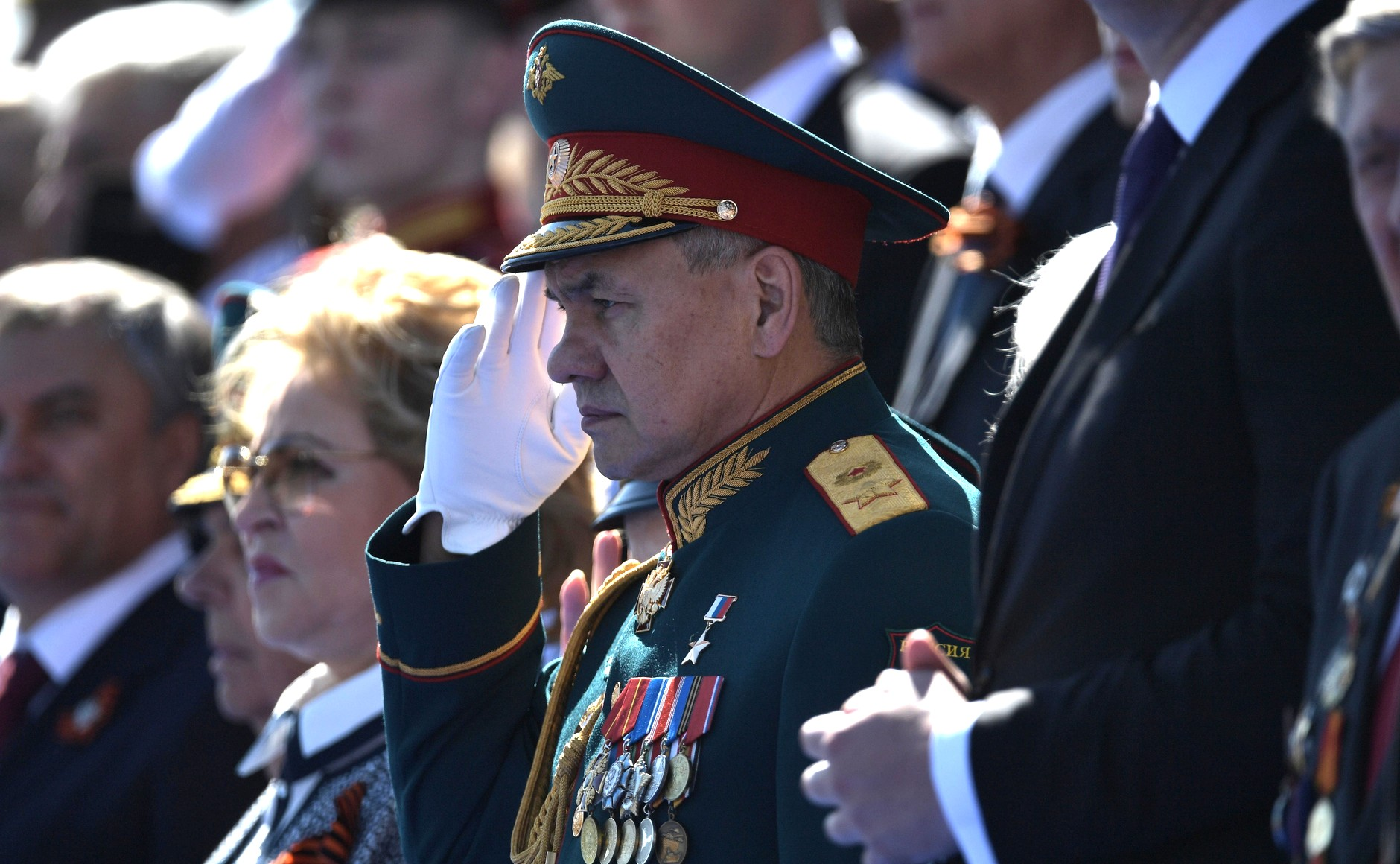
Sergei Shoigu
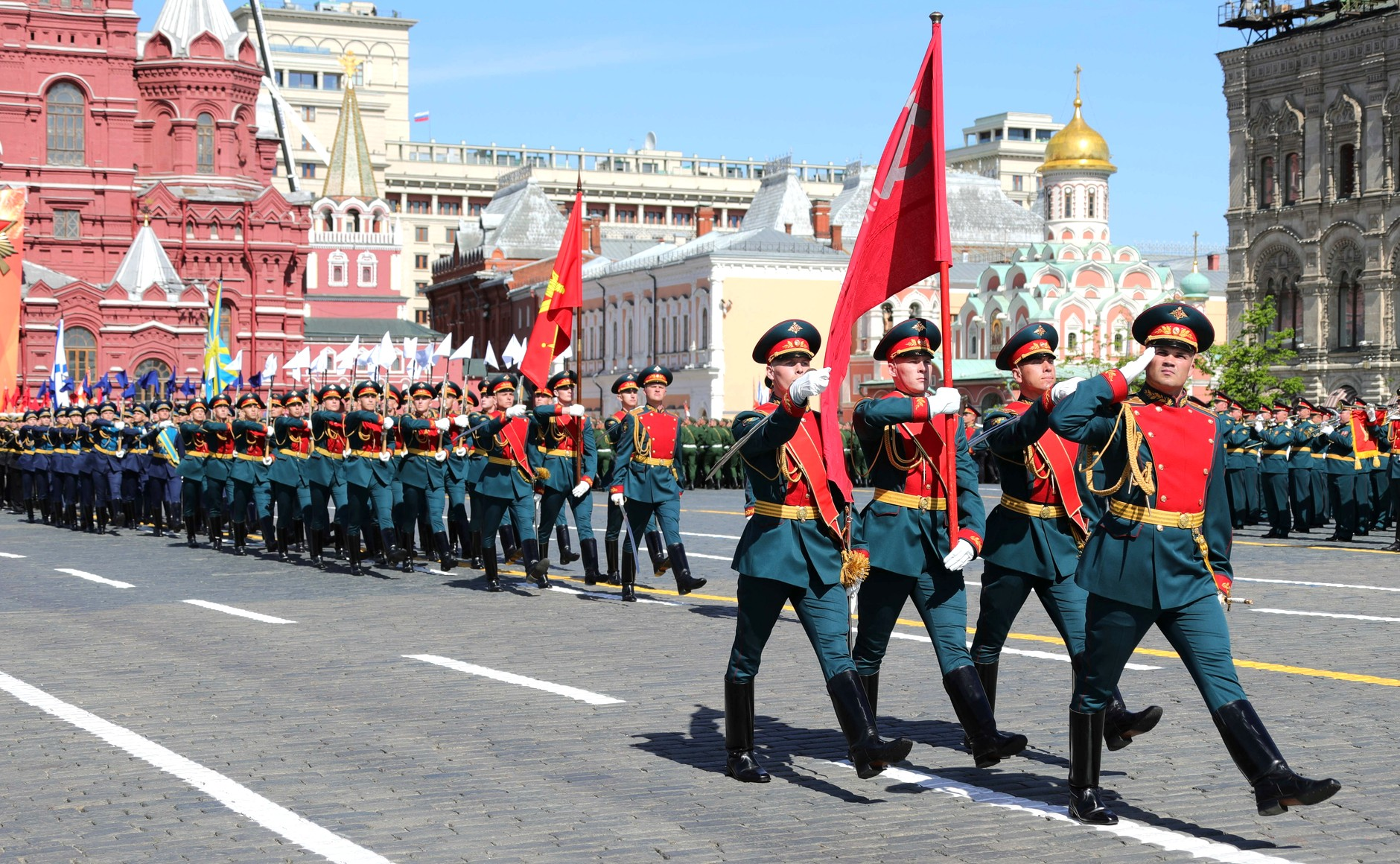
Tropas do 154º Regimento de Comandantes Independentes durante o desfile.
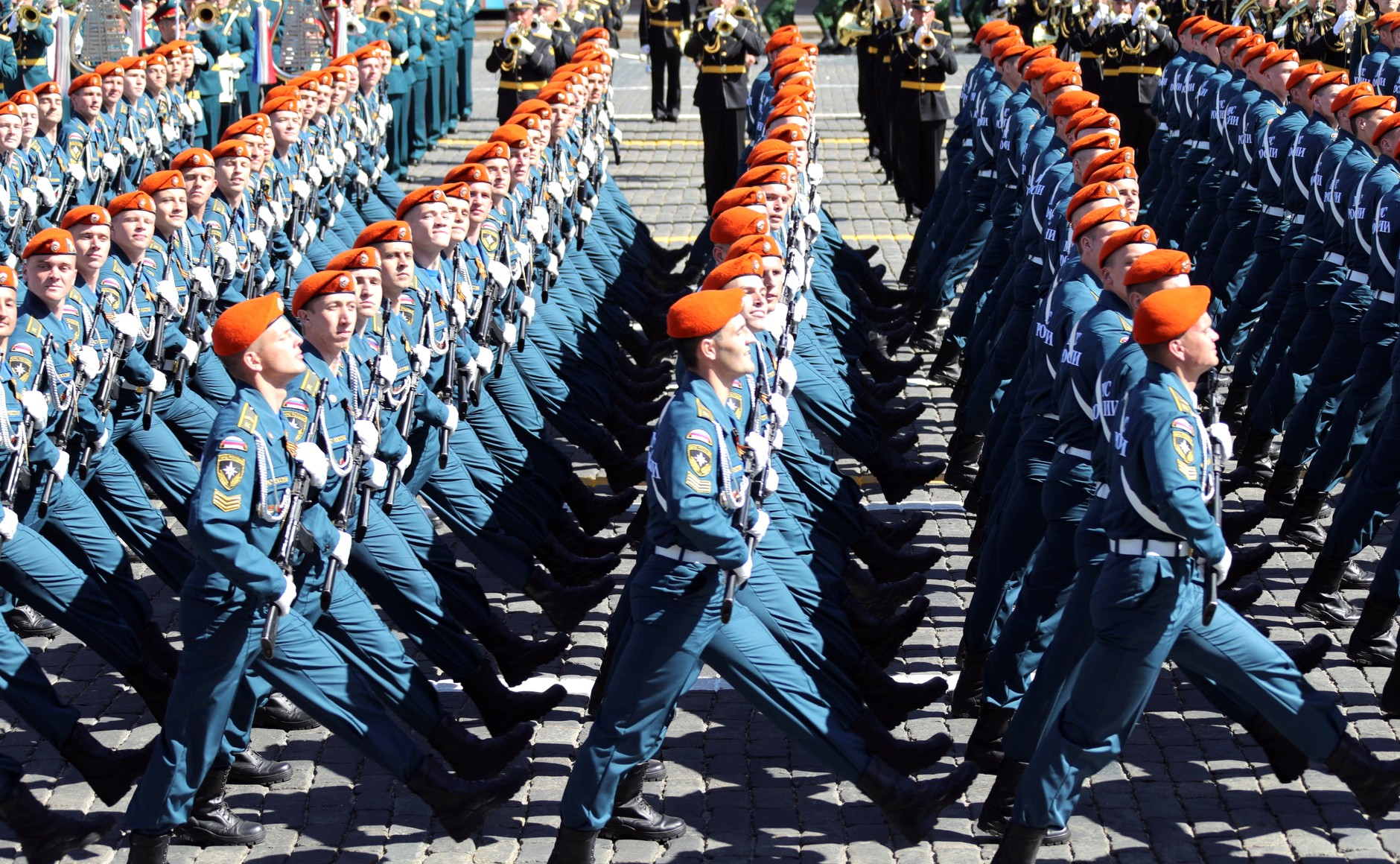
Cadetes da Academia de Defesa Civil do Ministério de Situações de Emergência.
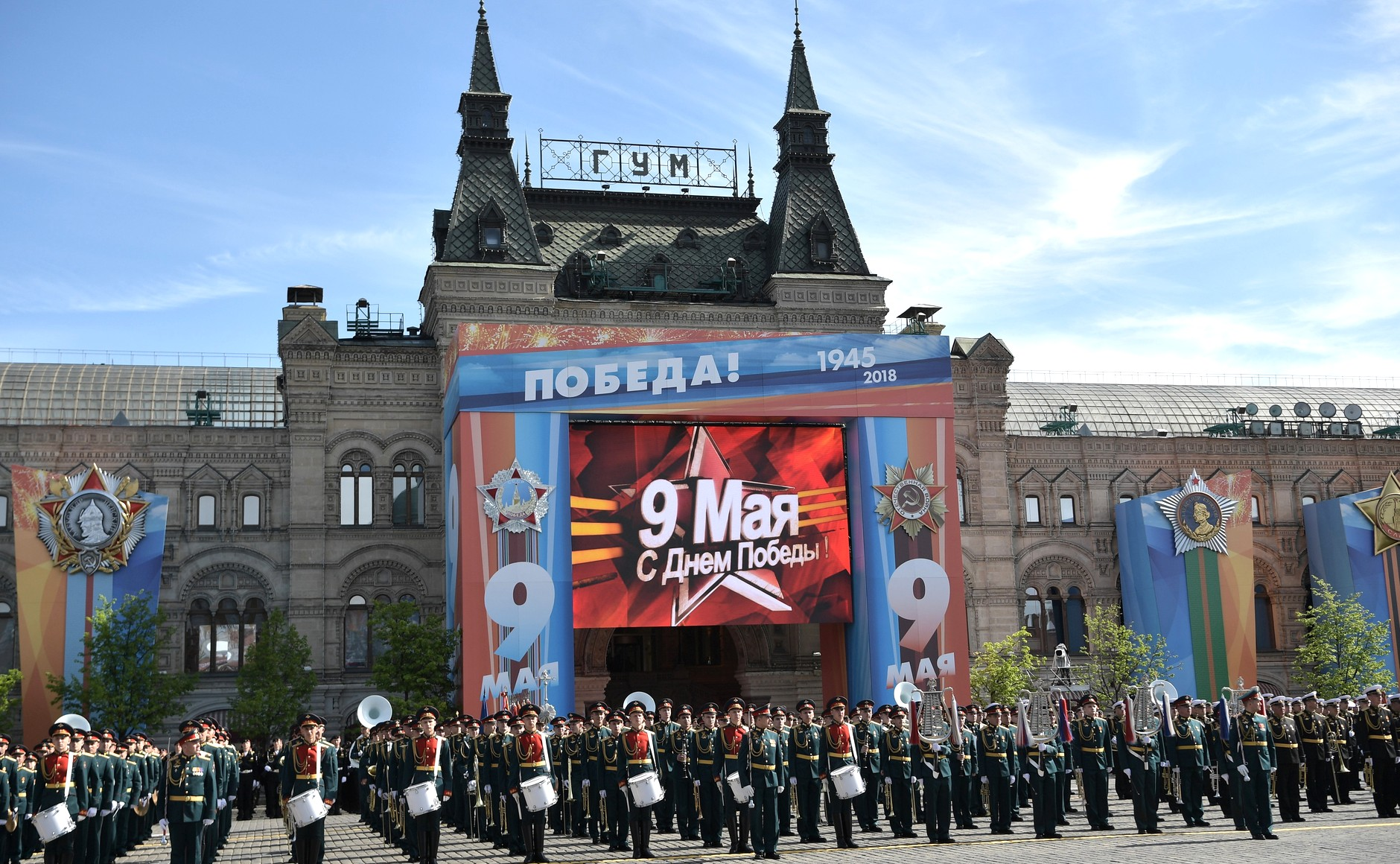
As bandas reunidas.